# Vårnatt
Vårnatt är en roman från 1954 av den norske författaren Tarjei Vesaas. Den handlar om två syskon som för första gången lämnas ensamma en natt av sina föräldrar, och får besök av främlingar som frågar efter husrum. Boken gavs ut på svenska 1954 i översättning av Gustav Sandgren.
Den är förlaga till en norsk film med samma titel från 1976, regisserad av Erik Solbakken.